# Evangeli del Pseudo-Mateu
L'Evangeli del Pseudo-Mateu, anomenat també Evangeli de la infància de Mateu i Llibre sobre el naixement de la benaurada Maria i sobre la infància del Salvador és un evangeli apòcrif escrit probablement al segle ii en llengua grega. El text que es conserva va ser escrit al segle vi en una traducció llatina.
El text tracta del naixement i de la infància de la Verge Maria, després de la infància de Jesús i de la fugida a Egipte. Forma part del que s'anomenen Evangelis de la infància que van ser redactats en la seva major part cap al segle ii i s'inspira en el Protoevangeli de Jaume.
El llibre es pot dividir en dues parts. La primera (1-24) explica els naixements dels dos protagonistes de l'obra, Maria i Jesús, i narra fins a la tornada de la Sagrada Família d'Egipte. El text segueix aproximadament les dades dels evangelis canònics. La segona part (25-42) fa una presentació totalment llegendària de la infància i adolescència de Jesús. Els fets que explica no resulten massa edificants i representen la versió popular del que seria la vida d'un personatge en qui es manifestés la divinitat. Les llegendes d'aquest evangeli van tenir una gran influència en les tradicions cristianes. Les trobem representades a la literatura i a l'art, sobretot a la pintura i l'escultura.
El text llatí conservat sembla una traducció i remodelació d'un text més antic escrit en grec basat de forma llunyana en l'evangeli de Mateu. L'autor va afegir un pròleg on indicava que l'autor del text era l'evangelista Mateu, i que Jeroni d'Estridó en va fer una versió al llatí. Les dues notícies són falses. A l'inici del text hi ha dues cartes, una dels bisbes Cromaci i Heliodor a Jeroni i la resposta de Jeroni, justificant l'evangeli, que també són falses, i segons l'estil es desprèn que van ser escrites pel mateix autor anònim de l'apòcrif.
Existeix un Llibre sobre la Nativitat de Maria compost cap al segle ix que seria el resum d'una part d'aquest Pseudo-Mateu.